# Saint-Gilles (Marne)
Saint-Gilles is een gemeente in het Franse departement Marne (regio Grand Est) en telt 230 inwoners (2005). De plaats maakt deel uit van het arrondissement Reims.

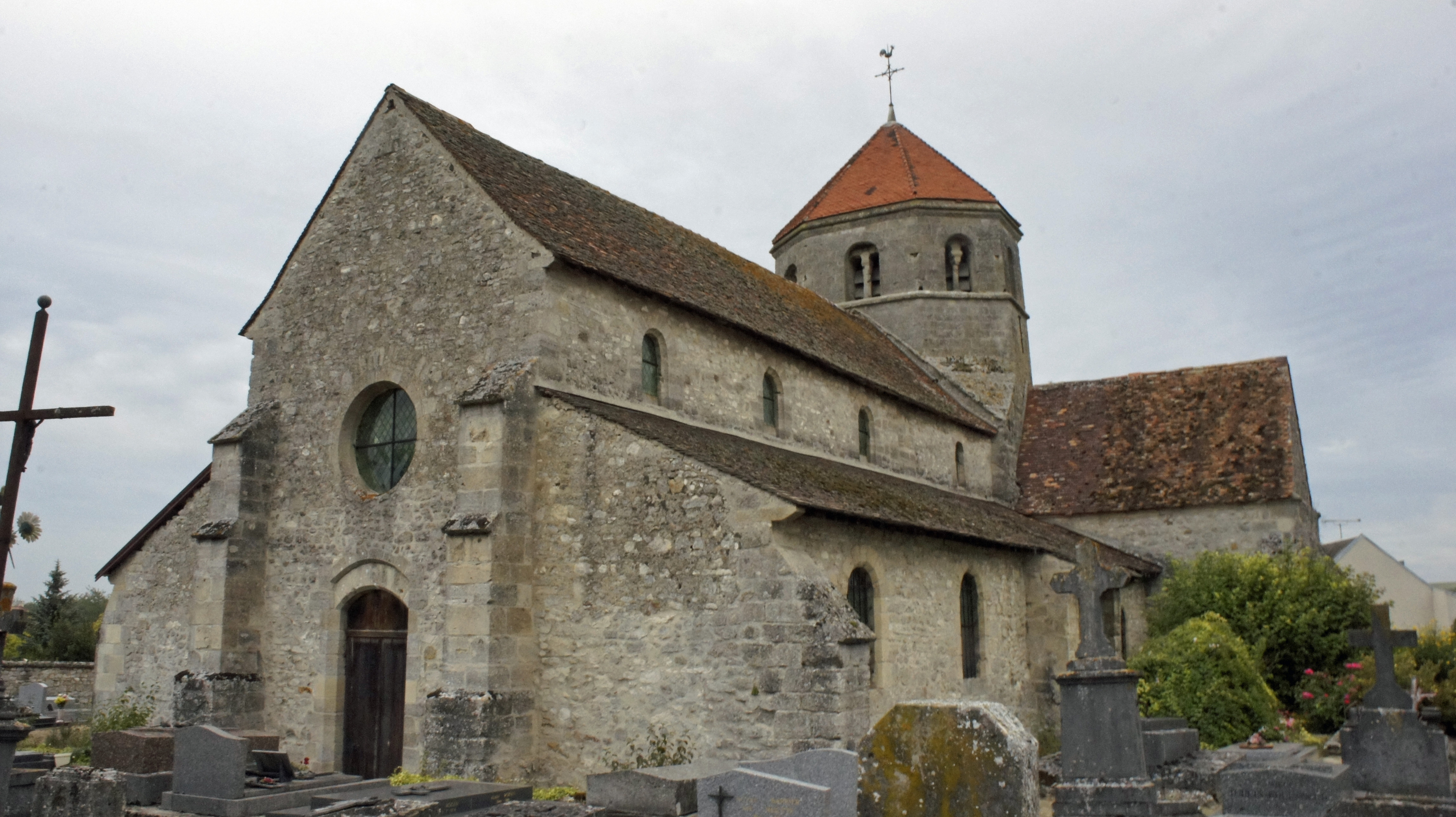
Kerk van Saint-Gilles
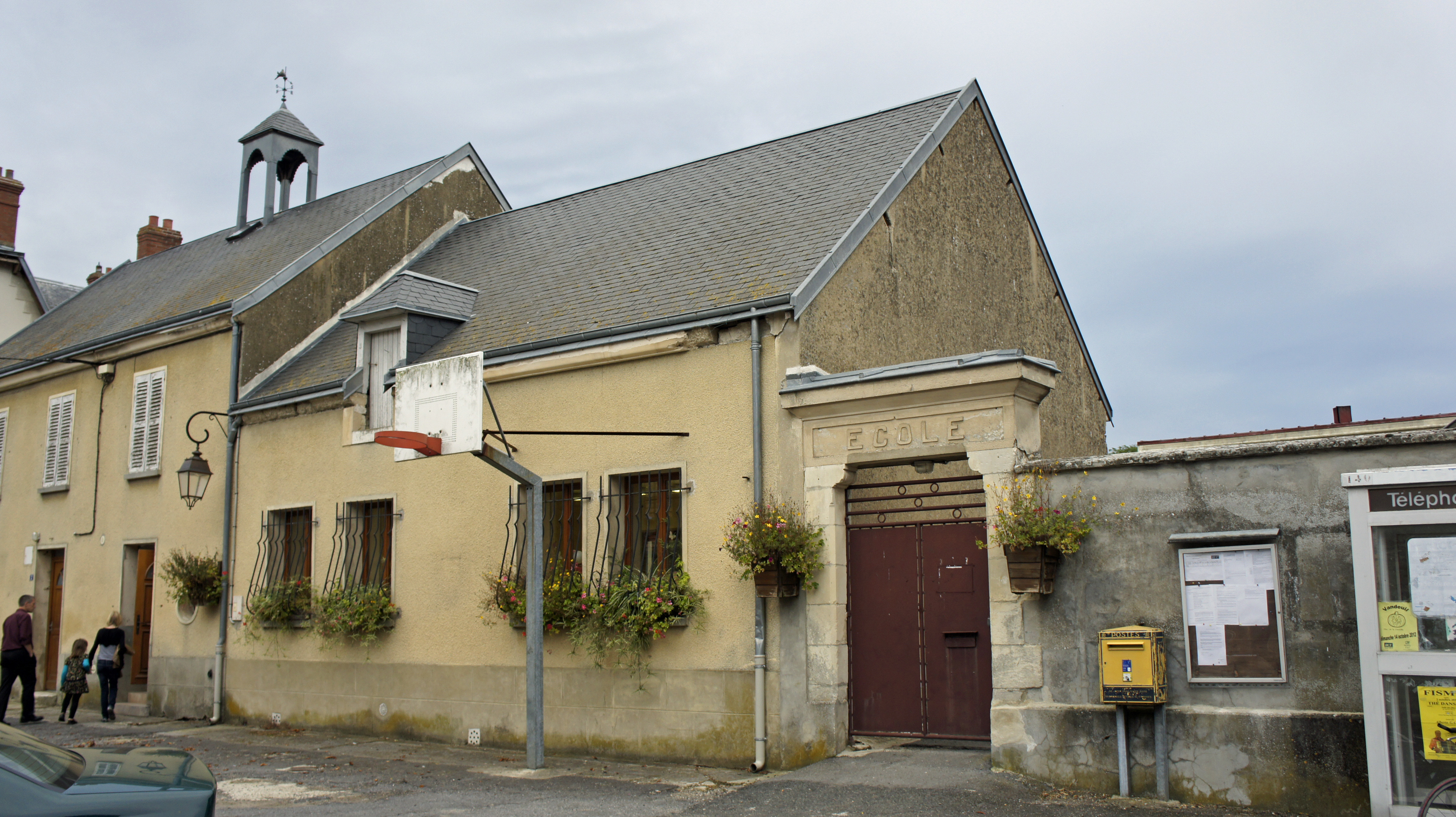
Gemeentehuis

## Geografie
De oppervlakte van Saint-Gilles bedraagt 6,2 km², de bevolkingsdichtheid is 37,1 inwoners per km².
De onderstaande kaart toont de ligging van Saint-Gilles (Marne) met de belangrijkste infrastructuur en aangrenzende gemeenten.

## Demografie
Onderstaande figuur toont het verloop van het inwonertal (bron: INSEE-tellingen).